# Miele (personaggio)
Miele è un personaggio dei fumetti erotici di Milo Manara ed impersona una giornalista. 
Il tratto distintivo del personaggio, e l'origine del suo nome, sono il fatto che le sue parti intime hanno il sapore del miele.

## L'esordio
Esordì nel 1986 nella storia Il profumo dell'invisibile, pubblicata sulla rivista Totem. Dalle fattezze simili a quelle di Kim Basinger, è molto spregiudicata, ma senza volgarità.

## Ruoli da protagonista
Dopo la prima storia, il personaggio tornò in sei strisce a lei dedicate, Miele I, Miele II, Miele III, Miele IV, Miele V e Miele VI, nelle quali, oltre alla professione di giornalista, si presta al ruolo di comparsa nelle candid camera.

## Ruoli da comprimaria
Miele fa una breve apparizione anche nella seconda parte de Il gioco, uno dei principali successi di Manara.

## Film d'animazione
Nel 1997 Il profumo dell'invisibile viene trasposto in film d'animazione disegnato dallo stesso Milo Manara.